# Noel Gallagher's High Flying Birds
I Noel Gallagher's High Flying Birds sono un gruppo alternative rock inglese fondato da Noel Gallagher nel 2010, dopo lo scioglimento degli Oasis.
Come specificato più volte dallo stesso Gallagher, in realtà non si tratta di una band in senso stretto, non potendo contare su una formazione stabile e consolidata, bensì di un "collettivo" soggetto a mutamenti.

## Storia

### L'omonimo disco d'esordio (2011-2012)
Il 6 luglio 2011 Noel Gallagher ha tenuto una conferenza stampa all'Electric Cinema di Portobello Road, a Londra, in cui ha fornito i dettagli del primo album dei Noel Gallagher's High Flying Birds, dal titolo omonimo, pubblicato il 17 ottobre 2011. Il tour promozionale ha avuto inizio a Dublino il 23 ottobre. Un secondo album, frutto della collaborazione con gli Amorphous Androgynous, era previsto inizialmente per il 2013: tuttavia in un'intervista dell'agosto 2012 il cantautore ha dichiarato che il progetto è stato abbandonato poiché egli stesso non lo ritiene all'altezza dell'album d'esordio già pubblicato. Precedentemente all'annuncio del definitivo abbandono del progetto, due delle tracce realizzate in collaborazione con il duo psichedelico britannico erano già state pubblicate come b-side in alcuni singoli.

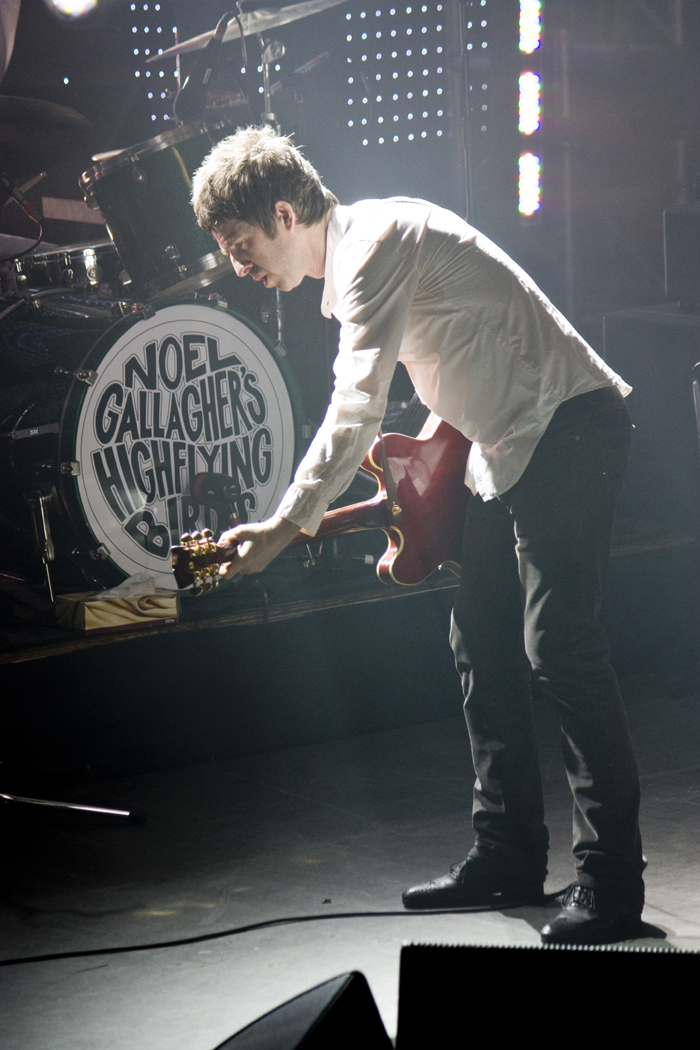
Noel in concerto a Barcellona nel marzo 2012.

Il primo singolo estratto dall'album d'esordio omonimo è The Death of You and Me, ha come lato b The Good Rebel ed è stato pubblicato il 21 agosto 2011 in formato CD, vinile e download digitale.
Il secondo singolo è una doppia uscita: AKA... What a Life! (solo per il Regno Unito), disponibile in download digitale dall'11 settembre 2011 e in formato CD e vinile dal 17 ottobre 2011, e If I Had a Gun... (per il resto del mondo) disponibile in download digitale, in formato CD e vinile dal 14 ottobre 2011. Quest'ultimo è stato poi messo sul mercato nel Regno Unito dal 26 dicembre come terzo singolo. Il lato b di AKA... What a Life! è Let the Lord Shine a Light On Me; il lato B di If I Had a Gun... è invece  I'd Pick You Every Time.
I video di The Death of You and Me, Aka... What a Life e If I Had a Gun compongono una trilogia chiamata Ride the Tiger, trasmessa per la prima volta il 28 novembre 2011 e definita da Entertainment Weekly la miglior trilogia mai realizzata, superiore anche a quella di Axl Rose (composta da Don't Cry/November Rain/Estranged).
Il quarto singolo inglese, annunciato il 30 gennaio 2012 dal sito ufficiale, è Dream On; la b-side Shot a Hole Into the Sun è frutto della già citata collaborazione di Noel Gallagher con gli Amorphous Androgynous.
Il 5 luglio 2012 sono tra gli artisti d'apertura per il concerto dei Red Hot Chili Peppers all'Heineken Jammin' Festival che si svolge a Rho, assieme a Pitbull e agli Enter Shikari.
Quinto e ultimo singolo è Everybody's on the Run, pubblicato il 30 luglio 2012; il lato b è una rivisitazione di AKA... What a Life! lunga oltre 15 minuti, anch'essa opera, come il b-side del singolo precedente, del duo degli Amorphous Androgynous.
Il disco d'esordio entra direttamente al primo posto della classifica britannica degli album più venduti domenica 23 ottobre, con oltre 120 000 copie vendute in 6 giorni. Risulta il secondo album più venduto al mondo nella settimana seguente la sua uscita; nonostante sia stato pubblicato a ottobre, risulta il secondo album rock più venduto in U.K. nel 2011; il 2 marzo 2012 viene certificato dalla British Phonographic Industry (BPI) DOPPIO "disco di platino" per le 600 000 copie vendute nel Regno Unito.

### Chasing Yesterday(2014-2016)
Il 13 ottobre 2014 il sito ufficiale della band ha reso noti i dettagli del nuovo album, Chasing Yesterday, uscito il 2 marzo 2015. Il brano In The Heat Of The Moment è stato diffuso il 23 ottobre con un videoclip promozionale ed è stato pubblicato come primo singolo il 17 novembre 2014. Il mese seguente è stato pubblicato un videoclip promozionale per il lato b del singolo, Do The Damage. Il secondo singolo è Ballad of the Mighty I, uscito il 13 gennaio 2015, mentre l'11 maggio è stata la volta di Riverman e il 28 agosto di Lock All the Doors. L'11 dicembre 2015 è uscito il quinto singolo, The Dying of the Light.
Il 2 febbraio 2015 Noel Gallagher si è esibito per pochi intimi al Tufnell Park Dome di Londra, mentre il tour vero è proprio è iniziato il 3 marzo alla Odyssey Arena di Belfast. Fino a dicembre il tour ha toccato Europa, Asia, Nordamerica e di nuovo in Europa. A marzo 2016 ha fatto tappa in Sudamerica e in Australia, prima di tornare in Europa nel mese di aprile, in cui Jeremy Stacey ha annunciato il fatto che è entrato a far parte dei King Crimson. L'ultimo concerto di Stacey con gli High Flying Birds è stato il 30 aprile 2016. Per il resto del tour, Gallagher si è riunito con l'ultimo batterista degli Oasis Chris Sharrock. Sharrock era uno dei due batteristi, insieme a Stacey, che Noel considerò come membro durante la nascita del suo progetto. Tuttavia, dato che Sharrock faceva già parte dei Beady Eye, il gruppo di Liam Gallagher formato con i restanti membri degli Oasis, la scelta è ricaduta su Stacey. A luglio il tour ha toccato Stati Uniti e Canada. Tra la fine di luglio e i primi di settembre Noel si è esibito in giro per i festival europei e nel Regno Unito, dove ha concluso il tour il 6 settembre 2016, alla Brixton Academy di Londra, suonando con Paul Weller e Johnny Marr.

### Who Built the Moon?(2016-2018)

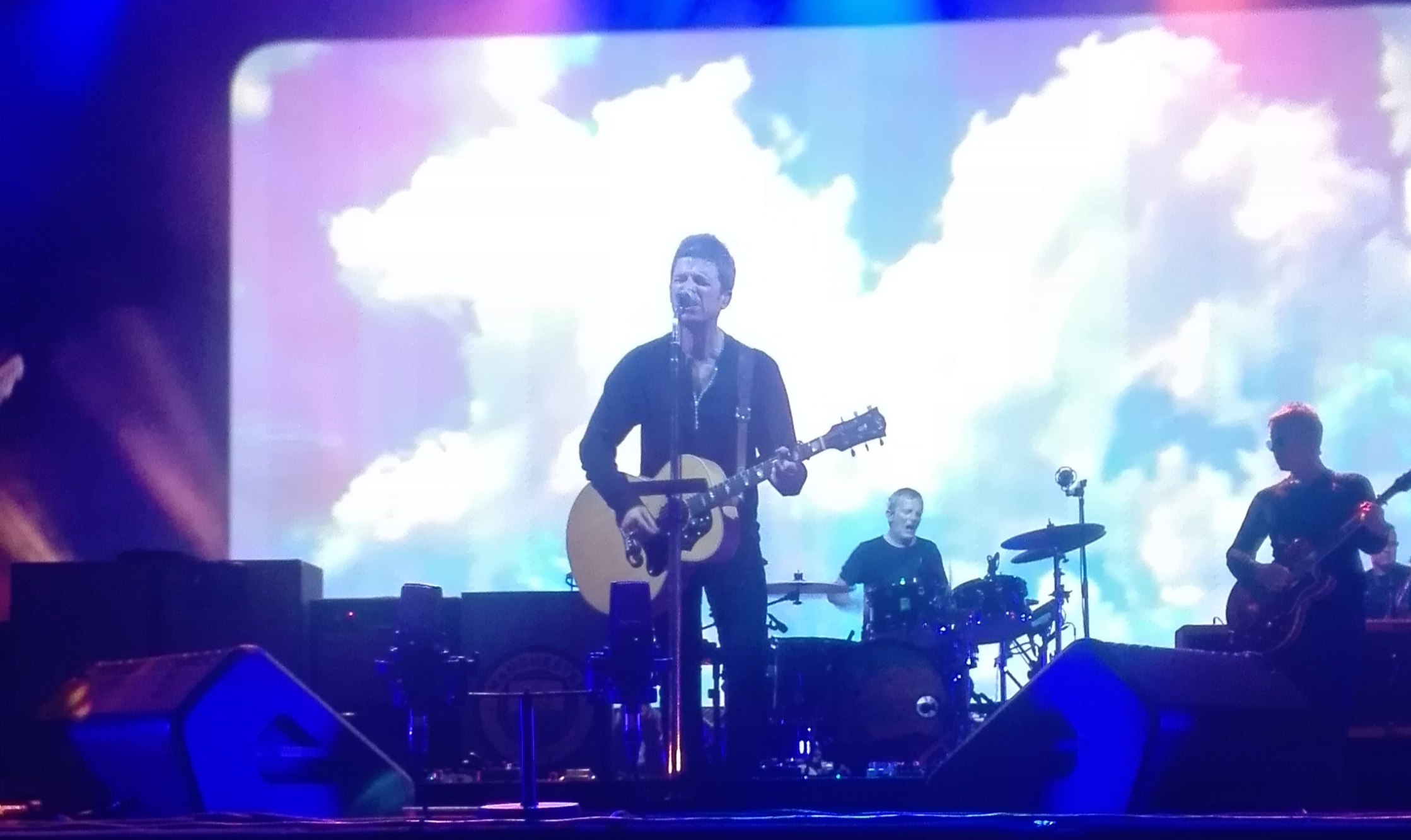
Noel Gallagher, Chris Sharrock e Gem Archer in concerto al Pistoia Blues, 8 luglio 2019

Noel ha cominciato a lavorare al suo terzo album in studio nell'autunno del 2016.
Il 24 giugno 2017 la band si è presentata al Festival di Glastonbury, dove Gallagher ha introdotto una speciale proiezione del documentario Oasis: Supersonic.
Nell'estate 2017 Noel Gallagher e la sua band sono stati ospiti speciali dei concerti organizzati negli stadi europei dagli U2 per celebrare il trentennale dell'uscita dell'album The Joshua Tree. Il 7 giugno Noel ha annunciato, con una foto pubblicata su Facebook, l'ingresso di nuovi membri nel progetto musicale: Chris Sharrock, che dopo aver completato la parte residua del tour di Chasing Yesterday ha mantenuto il suo posto di batterista, e l'ex chitarrista di Oasis e Beady Eye Gem Archer, che ha rimpiazzato Tim Smith dopo aver già suonato con il gruppo di Noel in alcune date del precedente tour.
Il 25 settembre 2017 Noel Gallagher ha annunciato il titolo del suo terzo album da solista, Who Built the Moon?, e la data di pubblicazione, il 24 novembre. Contestualmente sono state rese note la tracklist, la copertina dell'album e le date del tour del 2018, oltre ad un trailer comprendente degli spezzoni dei brani contenuti nel disco. Il primo singolo, Holy Mountain, è stato poi pubblicato il successivo 9 ottobre.
Nel febbraio 2018 la band ha iniziato in Nord America lo Stranded on the Earth World Tour, poi proseguito in Europa da aprile a maggio.

### I tre EP (2019-2020)
Il 2 maggio 2019 Noel ha diffuso un nuovo singolo intitolato Black Star Dancing, tratto dall'omonimo EP, pubblicato il 14 giugno. Il 5 agosto la band ha pubblicato This is the Place, brano estratto dall'omonimo EP, uscito il 27 settembre.
Nell'agosto e settembre 2019 i Noel Gallagher's High Flying Birds hanno fatto da band di supporto al tour nordamericano degli Smashing Pumpkins. A novembre è stata diffusa Wandering Star, canzone tratta dall'EP Blue Moon Rising, in uscita nel marzo 2020.

### Il primobest ofeCouncil Skies(2021-2023)
Il 31 dicembre 2020 Gallagher pubblica il demo di un brano inedito, We're Gonna Get There in the End.
Il 29 aprile 2021 Noel Gallagher annuncia la pubblicazione di Back The Way We Came: Vol 1 (2011-2021), il primo best of della band, in uscita l'11 giugno seguente per celebrare il decennale del gruppo. La raccolta, contenente i due inediti We're on Our Way Now and Flying on the Ground e vari successi, è anticipata dal singolo We're On Our Way Now, diffuso nel giorno in cui viene annunciato il best of.
Il 1º gennaio 2022 viene pubblicato il demo di un altro brano inedito, Trying To Find A World That’s Been And Gone.
Il 31 ottobre 2022 viene pubblicato Pretty Boy, singolo tratto dal nuovo album, il cui titolo, Council Skies, viene annunciato nel gennaio 2023, contestualmente al lancio del singolo Easy Now e alla comunicazione della data di pubblicazione, fissata per il 2 giugno 2023.

## Formazione

### Formazione attuale
- Noel Gallagher - voce, chitarra solista e ritmica (2010-presente)[21]
- Mikey Rowe - tastiera (2010-presente)
- Russell Pritchard - basso, cori (2011-presente)[22]
- Chris Sharrock - batteria (2016-presente)[21]
- Gem Archer - chitarra solista (2015 turnista; 2017-presente)[21]
- Jessica Greenfield - cori e tastiera (2017-presente)[23]
- Charlotte Marionneau - cori e tamburello (2017-presente)
- Audrey Gbaguidi - cori (2017-presente)

### Ex componenti
- Jeremy Stacey - batteria (2010-2016)[24]
- Tim Smith - chitarra ritmica e solista, cori (2011-2017)

### Ex turnisti
- Jeff Wootton - chitarra solista (2015, 2016)

## Discografia

### Album studio
- 2011 - Noel Gallagher's High Flying Birds
- 2015 - Chasing Yesterday
- 2017 - Who Built the Moon?
- 2023 - Council Skies